# Apollonia (Bulgarien)
Apollonia var under antiken en milesisk koloni vid svartahavskusten i dåvarande Thrakien, nu Bulgarien. I dag heter staden Sozopol.

## Historia
Staden grundades någon gång på 500-talet f.Kr. och fick först namnet Antheia men bytte snart till Apollonia efter Apollotemplet i staden som hade en stor staty av guden Apollon. Statyn fördes senare till Rom av Lucullus. Apollonia var även känt som Apollonia Pontica.